# Chancho Cero
Chancho Cero es un cómic creado por el dibujante, guionista y periodista Pedro Peirano publicado originalmente en el suplemento semanal juvenil Zona de Contacto (del diario El Mercurio, Chile), trata de las aventuras y desventuras de un grupo de alumnos de Lobotomía y su cerdo mascota, en la ficticia "Universidad Nacional".
El título viene del chilenismo referente a cuando las dos mitades de una ficha del juego de mesa Dominó son ceros.

## Recopilaciones
A mediados del 2002 se lanzó Chancho Cero: El Libro, libro que recopilaba las dos primeras historias además de otros extras, el libro se agotó al poco tiempo y estaba a un precio de dos mil pesos chilenos.
En el año 2006 salió el nuevo libro que era todo el contenido del primer libro, pero con más historias y extras, además de una elegante portada tapadura rosada, se encuentra actualmente a un precio referencial de $ 14.990. Este libro es parte de un trío de historietas chilenas, las cuales ganaron un concurso público llamado Fondart. Los otros libros son La Calma Después de la Tormenta, de Rodrigo Salinas, y Chao no Más, de Hervi.

## Personajes principales
- Manuel "Moco" Soto: Es el líder del Centro de Alumnos de la escuela de Lobotomía de la Universidad Nacional. Absolutamente estúpido y de bajo criterio, Soto se caracteriza por ser un dirigente desidioso y sin ideas para arreglar los problemas de la escuela. Además, es uno de los alumnos más desafortunados en lo que respecta al aspecto físico. No obstante, Malenita Cuafato está perdidamente enamorada de él.
- El Chancho: Es un porcino oriundo de la villa de Codegua, llamado Olmedo. Irónicamente, es el 'alumno' más inteligente de toda la carrera, a pesar de no estar matriculado oficialmente. El chancho conoce a los chicos de Lobotomía mientras disputaban un partido contra Economización Económica. Aunque es traicionero y mala clase, casi siempre los alumnos de Lobotomía son salvados por él.
- Malenita Cuafato: La asistente del Moco, es la típica matea y si no fuese por ella nadie pasaría de curso. Esta perdidamente enamorada de él.
- Juan Chaleco: El mejor amigo del Moco y su vicepresidente. Su nombre se debe a su vistoso chaleco verde.Destaca por sus frases nadie puede y ¿hagamos una tomita?. También es alcohólico lo que le hace ser el conejillo de indias del grupo.
- "Aparato"  : Es el informante del grupo. Se desconoce mucho su historia siendo el único personaje del cual casi ningún aporte de su pasado se mencione en la serie. (Exceptuando el capítulo Trabajos de Verano se revela que es el más viejo en la carrera y que su padre fue dirigente de la Jota). Se destaca por su casaca negra y su boina café
- Decano Mario Avellana

## Marcas Ficticias
- Vino Bacán
- Cerdonald's
- Burgerlord's
- Banco Chupasangre ("Tu banco lolo")

## Episodios
- Episodio I: Un Chancho como la Gente
- Episodio II: El Megaguanaco
- Episodio III: Beca Mortal
- Episodio IV: El Cerdo que sabía demasiado
- Episodio V: Trabajos de Verano
- Episodio VI: Por el Amor de una Matea
- Episodio VII: Especial Navideño
- Episodio VIII: La Micro del Terror

- Datos: Q5764443